# Kim Thành (xã)
Kim Thành là một xã thuộc huyện Yên Thành, tỉnh Nghệ An, Việt Nam.